# Gliese 486 b
Gliese 486 b (auch GJ 486 b) ist ein Exoplanet, der den Roten Zwergstern Gliese 486 umkreist. Der Planet wurde im Rahmen der CARMENES-Durchmusterung durch die Radialgeschwindigkeitsmethode entdeckt und seine Existenz mit Nachfolgemessungen und der Transitmethode bestätigt.

## Eigenschaften
Gliese 486 b ist eine heiße Supererde und umkreist seinen Mutterstern innerhalb von 1 Tag, 11 Stunden und 13 Minuten auf einer nahezu perfekten Kreisbahn in einem Abstand von etwa 2,5 Millionen Kilometern (0,017 AE). Dieser kleine Orbit führt zu einer Gleichgewichtstemperatur von etwa 700 K (ca. 430 °C), die etwa der Oberflächentemperatur der Venus entspricht. Da Gliese 486 b möglicherweise eine Atmosphäre besitzt, könnte ein etwaiger Treibhauseffekt eine höhere Temperatur verursachen. Aufgrund einer gebundenen Rotation um den Stern Gliese 486 ist die Temperatur auf der Planetenoberfläche ungleichmäßig verteilt. Die hohen Temperaturen könnten dazu geführt haben, dass Gliese 486 b mit der Zeit einen Großteil oder gar die gesamte ursprüngliche Atmosphäre verloren hat. Die Schwerebeschleunigung an der Oberfläche ist etwa 70 % höher als auf der Erde, was dem Verlust der Atmosphäre entgegenwirkt.
Die Masse der Supererde beträgt etwa 2,8 Erdmassen, während ihr Radius etwa 30 % größer als derjenige der Erde ist. Die mittlere Dichte von Gliese 486 b ist knapp 30 % größer als die der Erde. Das lässt auf einen Gesteinsplaneten mit einem metallischen Kern ähnlich der Erde schließen.
Seine Entfernung von der Erde beträgt 8,1 pc (26,3 Lj).